# Chester (Montana)
Chester és una població dels Estats Units a l'estat de Montana. Segons el cens del 2000 tenia 871 habitants.

## Demografia
Segons el cens del 2000, Chester tenia 871 habitants, 384 habitatges, i 228 famílies. La densitat de població era de 715,5 habitants per km².
Dels 384 habitatges en un 24,7% hi vivien nens de menys de 18 anys, en un 50,5% hi vivien parelles casades, en un 7,6% dones solteres, i en un 40,6% no eren unitats familiars. En el 37,2% dels habitatges hi vivien persones soles el 18,8% de les quals corresponia a persones de 65 anys o més que vivien soles. El nombre mitjà de persones vivint en cada habitatge era de 2,11 i el nombre mitjà de persones que vivien en cada família era de 2,79.
Per edats la població es repartia de la següent manera: un 20,7% tenia menys de 18 anys, un 4,4% entre 18 i 24, un 20,1% entre 25 i 44, un 27,2% de 45 a 60 i un 27,7% 65 anys o més.
L'edat mediana era de 47 anys. Per cada 100 dones de 18 o més anys hi havia 81,8 homes.
La renda mediana per habitatge era de 27.578 $ i la renda mediana per família de 42.639 $. Els homes tenien una renda mediana de 26.154 $ mentre que les dones 17.417 $. La renda per capita de la població era de 16.077 $. Aproximadament el 14,6% de les famílies i el 13,5% de la població estaven per davall del llindar de pobresa.

## Poblacions més properes
El següent diagrama mostra les poblacions més properes.